# O'Dwyer VLe
O’Dwyer Vle (VLE = Variable Lethality Law Enforcement) — калибр — .45 ACP, в прошлом самый быстрый пистолет, он мог сделать 45—50 тыс. выстрелов за 1 минуту. Был прототипом полностью электронного пистолета и раннего интеллектуального пистолета, разработанного компанией Metal Storm в партнерстве с Технологическим институтом Нью-Джерси (NJIT) и Taurus USA. Получил название в честь основателя компании «Metal Storm» Майкла Джеймса О’Двайера (англ. Michael James O’Dwyer). Конструкция пистолета может быть одноствольным, двухствольные (в вертикальном расположении) и четырёхствольные (в алмазном расположении), но это смотря какие модели. В магазин помещается 7 патронов. VLe также был задуман как ранний интеллектуальный пистолет, что означает, что он может обнаружить своего пользователя и стрелять только тогда, когда используется авторизованным пользователем. Был прототипом полностью электронного пистолета и раннего интеллектуального пистолета.
В своей окончательной форме VLe имел бы несколько стволов, используя либо смертельные боеприпасы, либо менее смертоносные боеприпасы, так их можно было переключать между собой именно из за этого у него такое название. Перезарядка осуществляется либо с помощью задних вставленных стволов, либо с помощью разрывных рам.

## Итог
Разработка VLe была основана Министерством юстиции США и Нью-Джерси, так как в 2002 году в Нью-Джерси был принят закон о детском оружии. Бойкот со стороны групп по защите прав на оружие в конечном итоге привел к тому, что инвестиции были отозваны, а исследования по VLe были прекращены.